# NGC 3469
NGC 3469 је спирална галаксија у сазвежђу Пехар која се налази на NGC листи објеката дубоког неба.
Деклинација објекта је - 14° 18' 1" а ректасцензија 10h 56m 57,6s. Привидна величина (магнитуда) објекта NGC 3469 износи 13,1 а фотографска магнитуда 13,9. NGC 3469 је још познат и под ознакама MCG -2-28-24, NPM1G -14.0358, PGC 32912.